# Myopias minima
Myopias minima (лат.) — вид муравьёв рода Myopias (Formicidae) из подсемейства понерины (Ponerinae).

## Распространение
Юго-Восточная Азия, Таиланд.

## Описание
Среднего размера муравьи (около 0,5 см) коричневого цвета.
Отличается следующими признаками: глаза у рабочих отсутствуют, размеры мелкие для своего рода (общая длина тела рабочих TL от 4,10 до 4,31 мм, ширина головы HW от 0,69 до 0,72 мм, самки крупнее), жевательный край мандибул с 4 зубцами, тело гладкое и блестящее.
Усики 12-члениковые. Мандибулы узкие и длинные, с клипеусом не соприкасаются, когда закрыты. Глаза самок расположены в передней боковой половине головы. Жвалы прикрепляются в переднебоковых частях передней поверхности головы. Медиальный клипеальный выступ прямой. Стебелёк между грудкой и брюшком состоит из одного членика (узловидного петиолюса) с округлой верхней частью. Брюшко с сильной перетяжкой на IV сегменте. Коготки задних ног простые, без зубцов на их внутренней поверхности. Голени задних ног с двумя шпорами (одной крупной гребневидной и другой простой и мелкой). Жало развито. Вид был впервые описан в 2018 году таиландскими мирмекологами по рабочим особям и самкам.